# Suaeda vera
Suaeda vera Forssk. ex J.F.Gmel. è una pianta della famiglia delle Amarantacee.